# Miroslav Tahy
Miroslav Tahy (4. února 1932 – 22. února 2024) byl slovenský a československý politik za Kresťanskodemokratické hnutie, poslanec Sněmovny lidu, Sněmovny národů Federálního shromáždění a Slovenské národní rady po sametové revoluci a poslanec Národní rady SR po vzniku samostatného Slovenska.

## Biografie
Profesně je k roku 1990 uváděn jako technický náměstek, bytem Bratislava. Již koncem roku 1989 se podílel na založení KDH. Patřil mezi zakladatele strany a v jejím rámci představoval Protestantskou (později Evangelickou) sekci.
V lednu 1990 nastoupil jako poslanec za Kresťanskodemokratické hnutie v rámci procesu kooptací do Federálního shromáždění po sametové revoluci do Sněmovny lidu (volební obvod č. 170 – Martin, Středoslovenský kraj). Ve volbách roku 1990 přešel do slovenské části Sněmovny národů. Byl tehdy volebním lídrem KDH pro bratislavský volební kraj. Ve federálním parlamentu setrval do konce volebního období, tedy do voleb roku 1992.
Ve volbách v roce 1992 byl zvolen do Slovenské národní rady za KDH. Po vzniku samostatného Slovenska v lednu 1993 se pak SNR transformovala do Národní rady Slovenské republiky, v níž zasedal do konce volebního období, tedy do voleb roku 1994.